# Chushi Gangdruk

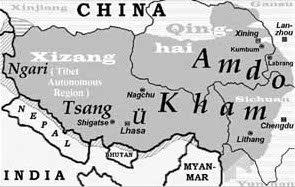
De Tibetaanse gebieden Kham, Amdo en U-Tsang

Chushi Gangdruk (Tibetaans: ཆུ་བཞི་སྒང་དྲུག་, Chu-bzhi-sgang-drug) was een Tibetaanse guerrillabeweging, die tot doel had de Chinese regering in Tibet in de jaren 60 en 70 omver te werpen.
Chushi Gangdruk Verdedig Tibet Vrijwilligersleger (vertaling) werd uitgeroepen op 16 juni 1958. "Chushi Gangdruk" betekent Vier Rivieren, Zes Gebieden en verwijst naar de provincie Kham. De groepering had echter ook Tibetanen uit de regio Amdo in zijn geledingen.
De Amerikaanse inlichtingendienst CIA verschafte de organisatie materiële ondersteuning, hulp, wapens en munitie. Ze trainde leden van zowel Chushi Gangdruk als andere guerrilla-groeperingen in Tibet, in de faciliteit van Camp Hale die was aangelegd in Colorado. In 1974 stopten de operaties nadat de CIA de geldkraan had dichtgedraaid.

## Bevelvoerders
- Gönpo Tashi Andrugtsang
- Jago Namgyal Dorje
- Taopan Rinchen Tsering
- Baba Gen Yeshe
- Khachen Gyatso
- Kälsang Chözin

## Filmografie
Er zijn verschillende films uitgekomen over het Tibetaanse verzet in de eerste decennia van de Chinese machtsovername, zoals:
- Raid Into Tibet (1967)
- Windhorse (1998)
- The Shadow Circus: The CIA in Tibet (1998)